# I Can't Make You Love Me
Singles de Bonnie Raitt
Something to Talk About
(1991) Not the Only One
(1992)
Clip vidéo
[vidéo] « I Can't Make You Love Me », sur YouTube
I Can't Make You Love Me est une chanson de la chanteuse de blues américaine Bonnie Raitt extraite de son onzième album studio, Luck of the Draw, sorti le 25 juin 1991 sur le label Capitol Records.
Publiée en single (sur le label Capitol Records) en novembre 1991, elle a atteint la 18e place du Hot 100 du magazine musical américain Billboard, passant en tout 20 semaines dans le chart. (C'était le troisième single tiré de cet album.)
En 2004, Rolling Stone a classé cette chanson, dans la version originale de Bonnie Raitt, 331e sur sa liste des « 500 plus grandes chansons de tous les temps » (En 2010, le magazine rock américain a mis à jour sa liste, maintenant la chanson est 339e.)
En 2017, elle a reçu le Grammy Hall of Fame Award.

## Composition
La chanson a été écrite par Mike Reid, Allen Shamblin. L'enregistrement de Bonnie Raitt a été produit par Don Was et elle-même.

## Reprises
Singles de George Michael
Spinning the Wheel
(1996) Star People
(1997)
Singles de Boyz II Men
Mercy Mercy Me (The Ecology)
(2008) Iris
(2009)
Singles de Adele
[[]] [[]]
Singles de Priyanka Chopra
Exotic
(2013)
Clip vidéo
[vidéo] « I Can't Make You Love Me », sur YouTube
La chanson a été notamment reprise par Prince (sur l'album Emancipation en 1996) George Michael (en 1997), Maria Bello (en 2000 sur la bande originale du film Duos d'un jour), les Boyz II Men (en 2009), Adele (en concert en 2011) et par Priyanka Chopra (en 2014).
La version de George Michael est originellement sortie sur la face B du single Older.